# Ma Ning (voetbalscheidsrechter)
Ma Ning (Chinees: 馬寧) (Fuxin, 20 juni 1979) is een Chinees voetbalscheidsrechter. Hij is in dienst van FIFA en AFC sinds 2011. Ook leidt hij sinds 2010 wedstrijden in de Super League.
Op 18 augustus 2010 leidde Ning zijn eerste wedstrijd in de Chinese nationale competitie. Tijdens het duel tussen Shanghai Shenhua en Tianjin Jinmen Tiger (1–0) trok de leidsman vijfmaal de gele kaart. In continentaal verband debuteerde hij op 8 april 2015 tijdens een wedstrijd tussen Persepolis en Al-Nassr in de groepsfase van de Champions League; het eindigde in 1–0 en Ning gaf zeven gele kaarten. Zijn eerste interland floot hij op 7 maart 2013, toen Qatar met 3–1 won van Egyptisch in een vriendschappelijke wedstrijd. Tijdens dit duel gaf Ning vier gele kaarten.
In mei 2022 werd hij gekozen als een van de scheidsrechters die actief zouden zijn op het WK 2022 in Qatar.

## Interlands
| Datum             | Plaats                               | Wedstrijd                                  | Uitslag | Competitie           | Kreeg geel | Kreeg voor de tweede keer geel en dus rood | Weggestuurd |
| ----------------- | ------------------------------------ | ------------------------------------------ | ------- | -------------------- | ---------- | ------------------------------------------ | ----------- |
| 7 maart 2013      | Doha, Qatar                          | Qatar – Egypte                             | 3 – 1   | Vriendschappelijk    | 4          | 0                                          | 0           |
| 10 oktober 2014   | Niigata, Japan                       | Japan – Jamaica                            | 1 – 0   | Vriendschappelijk    | 4          | 0                                          | 0           |
| 7 december 2014   | Shah Alam, Maleisië                  | Maleisië – Vietnam                         | 1 – 2   | Vriendschappelijk    | 4          | 0                                          | 0           |
| 16 juni 2015      | Shah Alam, Maleisië                  | Oost-Timor – Verenigde Arabische Emiraten  | 0 – 1   | WK 2018 kwalificatie | 2          | 0                                          | 0           |
| 8 oktober 2015    | Pyongyang, Noord-Korea               | Noord-Korea – Filipijnen                   | 0 – 0   | WK 2018 kwalificatie | 1          | 0                                          | 0           |
| 17 november 2015  | Asjchabad, Turkmenistan              | Turkmenistan – Oman                        | 2 – 1   | WK 2018 kwalificatie | 8          | 0                                          | 0           |
| 24 maart 2016     | Ansan, Zuid-Korea                    | Zuid-Korea – Libanon                       | 1 – 0   | WK 2018 kwalificatie | 3          | 0                                          | 0           |
| 11 oktober 2016   | Teheran, Iran                        | Irak – Thailand                            | 4 – 0   | WK 2018 kwalificatie | 3          | 0                                          | 1           |
| 11 november 2016  | Cheonan, Zuid-Korea                  | Zuid-Korea – Canada                        | 2 – 0   | Vriendschappelijk    | 1          | 0                                          | 0           |
| 15 januari 2017   | Nanning, China                       | IJsland – Chili                            | 0 – 1   | Vriendschappelijk    | 3          | 0                                          | 0           |
| 13 juni 2017      | Daşoguz, Turkmenistan                | Turkmenistan – Bahrein                     | 1 – 2   | AK 2019 kwalificatie | 6          | 0                                          | 0           |
| 14 november 2017  | Ulsan, Zuid-Korea                    | Zuid-Korea – Servië                        | 1 – 1   | Vriendschappelijk    | 0          | 0                                          | 0           |
| 7 september 2018  | Goyang, Zuid-Korea                   | Zuid-Korea – Costa Rica                    | 2 – 0   | Vriendschappelijk    | 2          | 0                                          | 0           |
| 24 november 2018  | Hanoi, Vietnam                       | Vietnam – Cambodja                         | 3 – 0   | Vriendschappelijk    | 4          | 0                                          | 0           |
| 19 januari 2019   | Al Ain, Verenigde Arabische Emiraten | Qatar – Libanon                            | 2 – 0   | AK 2019              | 2          | 0                                          | 0           |
| 25 maart 2019     | Nanning, China                       | Thailand – Uruguay                         | 0 – 4   | Vriendschappelijk    | 2          | 0                                          | 0           |
| 9 juni 2019       | Rifu, Japan                          | Japan – El Salvador                        | 2 – 0   | Vriendschappelijk    | 3          | 0                                          | 0           |
| 10 september 2019 | Jakarta, Indonesië                   | Indonesië – Thailand                       | 0 – 3   | WK 2022 kwalificatie | 2          | 0                                          | 0           |
| 3 juni 2021       | Doha, Qatar                          | Qatar – India                              | 1 – 0   | WK 2022 kwalificatie | 1          | 1                                          | 0           |
| 11 juni 2021      | Doha, Qatar                          | Afghanistan – Oman                         | 1 – 2   | WK 2022 kwalificatie | 3          | 0                                          | 0           |
| 2 september 2021  | Dubai, Verenigde Arabische Emiraten  | Verenigde Arabische Emiraten – Libanon     | 0 – 0   | WK 2022 kwalificatie | 3          | 0                                          | 0           |
| 7 september 2021  | Doha, Qatar                          | Irak – Iran                                | 0 – 3   | WK 2022 kwalificatie | 5          | 0                                          | 0           |
| 11 november 2021  | Goyang, Zuid-Korea                   | Zuid-Korea – Verenigde Arabische Emiraten  | 1 – 0   | WK 2022 kwalificatie | 3          | 0                                          | 0           |
| 16 november 2021  | Amman, Jordanië                      | Syrië – Iran                               | 0 – 3   | WK 2022 kwalificatie | 1          | 0                                          | 0           |
| 24 maart 2022     | Riyad, Saoedi-Arabië                 | Irak – Verenigde Arabische Emiraten        | 1 – 0   | WK 2022 kwalificatie | 5          | 0                                          | 0           |
| 7 januari 2023    | Basra, Irak                          | Koeweit – Qatar                            | 0 – 2   | Vriendschappelijk    | 2          | 0                                          | 0           |
| 12 januari 2023   | Basra, Irak                          | Saoedi-Arabië – Oman                       | 1 – 2   | Vriendschappelijk    | 4          | 0                                          | 0           |
| 16 januari 2023   | Basra, Irak                          | Irak – Qatar                               | 2 – 1   | Vriendschappelijk    | 8          | 0                                          | 0           |
| 15 juni 2023      | Beijing, China                       | Argentinië – Australië                     | 2 – 0   | Vriendschappelijk    | 1          | 0                                          | 0           |
| 21 november 2023  | Jeddah, Saoedi-Arabië                | Syrië – Japan                              | 0 – 5   | WK 2026 kwalificatie | 0          | 0                                          | 0           |
| 15 januari 2024   | Ar Rayyan, Qatar                     | Zuid-Korea – Bahrein                       | 3 – 1   | AK 2023              | 7          | 0                                          | 0           |
| 29 januari 2024   | Al-Khor, Qatar                       | Qatar – Palestina                          | 2 – 1   | AK 2023              | 3          | 0                                          | 0           |
| 3 februari 2024   | Ar Rayyan, Qatar                     | Iran – Japan                               | 2 – 1   | AK 2023              | 2          | 0                                          | 0           |
| 10 februari 2024  | Lusail, Qatar                        | Jordanië – Qatar                           | 1 – 3   | AK 2023              | 6          | 0                                          | 0           |
| 11 juni 2024      | Dubai, Verenigde Arabische Emiraten  | Verenigde Arabische Emiraten – Bahrein     | 1 – 1   | WK 2026 kwalificatie | 4          | 0                                          | 0           |
| 10 september 2024 | Muscat, Oman                         | Oman – Zuid-Korea                          | 1 – 3   | WK 2026 kwalificatie | 7          | 0                                          | 0           |
| 15 oktober 2024   | Tasjkent, Oezbekistan                | Oezbekistan – Verenigde Arabische Emiraten | 1 – 0   | WK 2026 kwalificatie | 2          | 0                                          | 1           |
| 19 november 2024  | Bisjkek, Kirgizië                    | Kirgizië – Iran                            | 2 – 3   | WK 2026 kwalificatie | 3          | 0                                          | 0           |

Laatst bijgewerkt op 27 november 2024.